# Ik hou van de Beijingse Tiananmen
Ik hou van de Beijingse Tiananmen 我爱北京天安门 is een Standaardmandarijns kinderlied dat ten tijde van de culturele revolutie in Volksrepubliek China vaak werd gezongen. Dit kinderlied was samen met De internationale en Het oosten is rood een dagelijkse routine dat op school werd gezongen.

## De tekst van het lied, invereenvoudigd Chinees
我爱北京天安门，

天安门上太阳升；

伟大领袖毛主席，

指引我们向前进。

## De tekst van het lied, intraditioneel Chinees
我愛北京天安門，
 
天安門上太陽升；

偉大領袖毛主席，

指引我們向前進。

## De tekst van het lied, inHanyu Pinyin
Wǒ ài Běijīng Tiān'ānmén,

Tiān'ānmén shàng tàiyáng shēng;

Wěidà lǐngxiù Máo zhǔxí,

Zhǐyǐn wǒmén xiàng qián jìn.

## Vertaling
Ik hou van de Pekingse Tiananmen,

Tiananmen, waar de zon oprijst.

De glorieuze voorzitter Mao,

leidt ons allen een stap voorwaarts.